# ۳۳۵ (قمری)
۳۳۵ (قمری)، سیصد و سی و پنجمین سال در گاهشماری هجری قمری است. اول محرم این سال برابر با هفتم اوت سال ۹۴۶ میلادی است.

## وابسته
- کافور اخشیدی